# Gul Richard

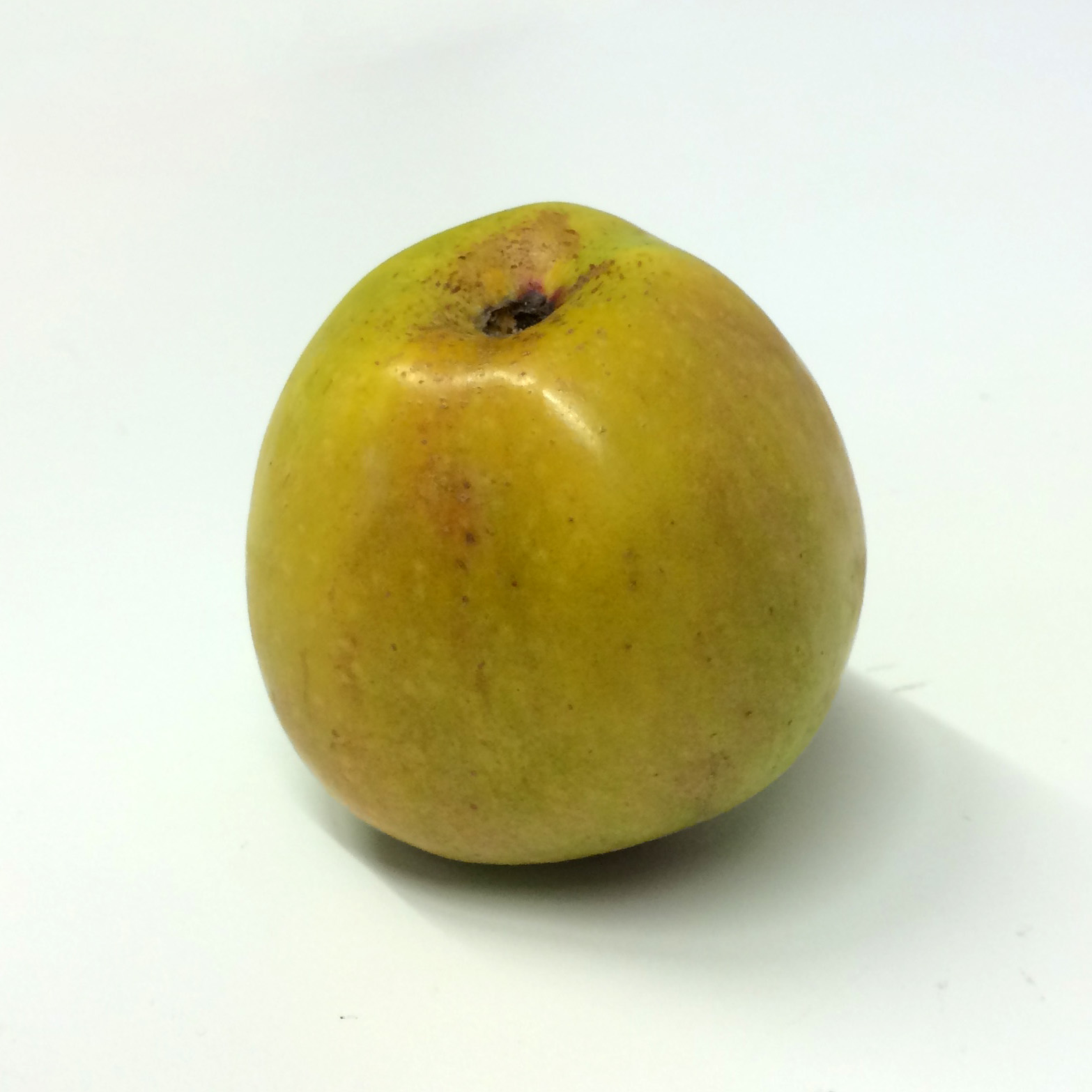
Ett äpple av sorten Gul Richard, fotograferat i samband med Nordiska museets äppelfestival i september 2014.

Gul Richard (litografi av målning av Henriette Sjöberg (1842–1915)).

Gul Richard är en äppelsort, vars ursprung troligen är i norra Tyskland. Sorten är först beskriven i Lucas "Illustrirtes Handbuch der Obstkunde" år 1859.[källa behövs] Gul Richard passar bra både som ätäpple och som köksäpple. Blomningen på detta äpple är sen, och äpplet pollineras av bland andra Cellini, Charles Ross, Cox Orange, Cox Pomona, Ecklinville, Golden Noble, Signe Tillisch, Stenkyrke, Stor Klar Astrakan, Transparente de Croncels och Åkerö. I Sverige odlas Gul Richard gynnsammast i zon I–III.
Bergianska Trädgården i Stockholm började sälja sorten före år 1888.
På de mycket få platser i landet, där sorten bär nog rikt och ej angripes av skorv, kan den anses som lönande att odla för försäljning. C-vitamin 19-23mg/100 gram. 